# تسجيل بث
تسجيل بث (يسمى أيضًا نسخ بث) هو عملية حفظ تيارات البيانات في ملف. يشار إلى هذه العملية أحيانًا باسم اللابث .
غالبًا ما تتم الإشارة إلى نسخ البث في سياق حفظ الصوت أو الفيديو من مواقع وخدمات بث الوسائط مثل يوتيوب خارج مشغلات عدم الإتصال الرسمية (إن وجدت) باستخدام برمجيات وأدوات غير مصرح بها. غالبًا ما يكون هذا محظورًا بموجب شروط الاستخدام الخاصة بكل موقع ويب أو خدمة.

## الشرعية
اتخذت جمعية صناعة التسجيلات الأمريكية مواقف ضد الأدوات التي تُستخدم خصوصًا تلك التي تنسخ محتوى من يوتيوب؛ مشتشهدةً بأن استخدامها لتنزيل موسيقا من موقع ويب وتحويلها إلى تنسيقات صوتية يشكل انتهاكًا لقواعد حقوق نشر أعضائها. استهدفت الجمعية العديد من مواقع نسخ البث (بما في ذلك مواقع الويب نفسها وقوائمها عبر محركات البحث) بموجب أحكام مكافحة التحايل في قانون الألفية للملكية الرقمية الأمريكي، بموجب ادعائها بأن هناك "شفرة متداولة" يوتيوب لإنشاء عنوان لملف الفيديو نفسه تقنيًا يعتبر حماية نسخ، نظرًا لأنه "يهدف إلى منع الوصول المباشر إلى ملفات فيديو يوتيوب الأساسية، وبالتالي منع أو حظر تنزيل ملفات الفيديو أو نسخها أو توزيعها". على عكس الأشكال الأكثر شيوعًا لعمليات الإزالة التي يتم إجراؤها بموجب قانون تحديد مسؤولية انتهاك الملكية والنشر عبر الإنترنت، لا يوجد مخطط لإشعارات مضادة لعمليات الإزالة هذه. وقد واجهت هذه الإجراءات انتقادات، مع ملاحظة أن هناك استخدامات مشروعة لهذه الخدمات تتجاوز نسخ الموسيقى، مثل تنزيل محتوى الفيديو اللازم للاستفادة من حق الفرد في الاستعمال العادل أو حقوق إعادة الاستخدام الصريحة (مثل تراخيص المحتويات الحرة) التي منحها منشئ المحتوى.
في أكتوبر 2020، أصدرت الجمعية بالمثل عمليات إزالة إلى خدمة استضافة النصوص البرمجية غيت هاب تستهدف youtube-dl، وهي أداة مفتوحة المصدر لأغراض مماثلة مع الإشارة أيضًا إلى التحايل على "الشفرة المتداولة" المذكورة أعلاه بالإضافة إلى أمثلة الاستخدام في الملف اقرأني الخاصة بها التي "تقترح صراحة" استخدامها مع الأعمال المحمية بحقوق الطبع والنشر.
في 16 نوفمبر 2020، أعادت غيت هاب لاحقًا youtube-dl وأصدرت بعد ذلك منشور مدونة ذي صلة يحتوي على مزيد من المعلومات حول حالة الإزالة.
في 9 فبراير 2023، غيت هاب ومؤسسة التخوم الإلكترونية قدما دعوى قضائية ضد صديق المحكمة للطعن في الحكم ضد خدمة نسخ البث يوت (بالإنجليزية: Yout)‏ حيث أن الحكم يمكن أن يجعل العديد من البرمجيات التي تضيف ميزات أو تخصيص تجربة المستخدم بمثابة انتهاك للتحايل، بحجة أن الافتقار إلى ميزات مثل زر التنزيل ليست إجراءً تقنيًا للحماية لأن يوتيوب يسمح لأي متصفح بالوصول إلى مقاطع الفيديو الخاصة به بما في ذلك المتصفحات التي تسمح للمستخدمين بتخصيصها.

## أنظر أيضًا
- مقارنة بين برامج التنزيل من يوتيوب
- معاهدة حماية البث وهيئات البث